# Natació als Jocs Asiàtics de 2018
La competició de natació als Jocs Asiàtics de 2018 es va celebrar al Gelora Bung Karno Sports Complex, Jakarta, Indonèsia del 19 al 24 d'agost.

## Medaller
| Pos.  | País            | Or | Plata | Bronze | Total |
| 1     | Japó            | 19 | 20    | 13     | 52    |
| 2     | R.P. de la Xina | 19 | 17    | 14     | 50    |
| 3     | Singapur        | 2  | 1     | 3      | 6     |
| 4     | Corea del Sud   | 1  | 1     | 4      | 6     |
| 5     | Hong Kong       | 0  | 1     | 2      | 3     |
| 6     | Vietnam         | 0  | 1     | 1      | 2     |
| 7     | Kazakhstan      | 0  | 0     | 4      | 4     |
| Total | Total           | 41 | 41    | 41     | 123   |

## Medallistes

### Homes
| Event                    | Or                                                                            | Or         | Plata                                                              | Plata       | Bronze                                                                          | Bronze     |
| 50 m lliure detalls      | Yu Hexin · R.P. de la Xina                                                    | 22,11      | Katsumi Nakamura · Japó                                            | 22,20       | Shunichi Nakao · Japó                                                           | 22,46      |
| 100 m lliure detalls     | Shinri Shioura · Japó                                                         | 48,71      | Katsumi Nakamura · Japó                                            | 48,72       | Yu Hexin · R.P. de la Xina                                                      | 48,88      |
| 200 m lliure detalls     | Sun Yang · R.P. de la Xina                                                    | 1:45,43    | Katsuhiro Matsumoto · Japó                                         | 1:46,50     | Ji Xinjie · R.P. de la Xina                                                     | 1:46,68    |
| 400 m lliure detalls     | Sun Yang · R.P. de la Xina                                                    | 3:42,92    | Naito Ehara · Japó                                                 | 3:47,14     | Kosuke Hagino · Japó                                                            | 3:47,20    |
| 800 m lliure detalls     | Sun Yang · R.P. de la Xina                                                    | 7:48,36 GR | Shogo Takeda · Japó                                                | 7:53,01     | Nguyễn Huy Hoàng · Vietnam                                                      | 7:54,32 NR |
| 1500 m lliure detalls    | Sun Yang · R.P. de la Xina                                                    | 14:58,53   | Nguyễn Huy Hoàng · Vietnam                                         | 15:01,63 NR | Ji Xinjie · R.P. de la Xina                                                     | 15:06,18   |
| 50 m esquena detalls     | Xu Jiayu · R.P. de la Xina                                                    | 24,75      | Ryosuke Irie · Japó                                                | 24,88       | Kang Ji-seok · Corea del Sud                                                    | 25,17      |
| 100 m esquena detalls    | Xu Jiayu · R.P. de la Xina                                                    | 52,34 =GR  | Ryosuke Irie · Japó                                                | 52,53       | Lee Ju-ho · Corea del Sud                                                       | 54,52      |
| 200 m esquena detalls    | Xu Jiayu · R.P. de la Xina                                                    | 1:53,99 NR | Ryosuke Irie · Japó                                                | 1:55,11     | Keita Sunama · Japó                                                             | 1:55,54    |
| 50 m braça detalls       | Yasuhiro Koseki · Japó                                                        | 27,07      | Yan Zibei · R.P. de la Xina                                        | 27,25       | Dmitriy Balandin · Kazakhstan                                                   | 27,46      |
| 100 m braça detalls      | Yasuhiro Koseki · Japó                                                        | 58,86 GR   | Yan Zibei · R.P. de la Xina                                        | 59,31       | Dmitriy Balandin · Kazakhstan                                                   | 59,39      |
| 200 m braça detalls      | Yasuhiro Koseki · Japó                                                        | 2:07,81    | Ippei Watanabe · Japó                                              | 2:07,82     | Qin Haiyang · R.P. de la Xina                                                   | 2:08,07    |
| 50 m papallona detalls   | Joseph Schooling · Singapur                                                   | 23,61      | Wang Peng · R.P. de la Xina                                        | 23,65       | Adilbek Mussin · Kazakhstan                                                     | 23,73 NR   |
| 100 m papallona detalls  | Joseph Schooling · Singapur                                                   | 51,04 GR   | Li Zhuhao · R.P. de la Xina                                        | 51,46       | Yuki Kobori · Japó                                                              | 51,77      |
| 200 m papallona detalls  | Daiya Seto · Japó                                                             | 1:54,53    | Nao Horomura · Japó                                                | 1:55,58     | Li Zhuhao · R.P. de la Xina                                                     | 1:55,76    |
| 200 m estils detalls     | Wang Shun · R.P. de la Xina                                                   | 1:56,52    | Kosuke Hagino · Japó                                               | 1:56,75     | Qin Haiyang · R.P. de la Xina                                                   | 1:57,09    |
| 400 m estils detalls     | Daiya Seto · Japó                                                             | 4:08,79    | Kosuke Hagino · Japó                                               | 4:10,30     | Wang Shun · R.P. de la Xina                                                     | 4:12,31    |
| 4 × 100 m lliure detalls | Japó Shinri Shioura · Katsuhiro Matsumoto · Katsumi Nakamura · Juran Mizohata | 3:12,68 GR | R.P. de la Xina Yang Jintong · Cao Jiwen · Sun Yang · Yu Hexin     | 3:13,29 NR  | Singapur Quah Zheng Wen · Joseph Schooling · Darren Chua · Darren Lim           | 3:17,22 NR |
| 4 × 200 m lliure detalls | Japó Naito Ehara · Reo Sakata · Kosuke Hagino · Katsuhiro Matsumoto           | 7:05,17 GR | R.P. de la Xina Ji Xinjie · Shang Keyuan · Wang Shun · Sun Yang    | 7:05,45     | Singapur Quah Zheng Wen · Joseph Schooling · Danny Yeo · Jonathan Tan           | 7:14,15 NR |
| 4 × 100 m estils detalls | R.P. de la Xina Xu Jiayu · Yan Zibei · Li Zhuhao · Yu Hexin                   | 3:29,99 AS | Japó Ryosuke Irie · Yasuhiro Koseki · Yuki Kobori · Shinri Shioura | 3:30,03 NR  | Kazakhstan Adil Kaskabay · Dmitriy Balandin · Adilbek Mussin · Alexandr Varakin | 3:35,62 NR |

### Dones
| Event                    | Or                                                                       | Or             | Plata                                                               | Plata    | Bronze                                                              | Bronze   |
| 50 m lliure detalls      | Rikako Ikee · Japó                                                       | 24,53 GR       | Liu Xiang · R.P. de la Xina                                         | 24,60    | Wu Qingfeng · R.P. de la Xina                                       | 24,87    |
| 100 m lliure detalls     | Rikako Ikee · Japó                                                       | 53,27 GR       | Zhu Menghui · R.P. de la Xina                                       | 53,56    | Yang Junxuan · R.P. de la Xina                                      | 54,17    |
| 200 m lliure detalls     | Li Bingjie · R.P. de la Xina                                             | 1:56,74        | Yang Junxuan · R.P. de la Xina                                      | 1:57,48  | Chihiro Igarashi · Japó                                             | 1:57,49  |
| 400 m lliure detalls     | Wang Jianjiahe · R.P. de la Xina                                         | 4:03,18 GR     | Li Bingjie · R.P. de la Xina                                        | 4:06,46  | Chihiro Igarashi · Japó                                             | 4:08,48  |
| 800 m lliure detalls     | Wang Jianjiahe · R.P. de la Xina                                         | 8:18,55 GR     | Li Bingjie · R.P. de la Xina                                        | 8:28,14  | Waka Kobori · Japó                                                  | 8:30,65  |
| 1500 m lliure detalls    | Wang Jianjiahe · R.P. de la Xina                                         | 15:53,68 GR    | Li Bingjie · R.P. de la Xina                                        | 15:53,80 | Waka Kobori · Japó                                                  | 16:18,31 |
| 50 m esquena detalls     | Liu Xiang · R.P. de la Xina                                              | 26,98 WR       | Fu Yuanhui · R.P. de la Xina                                        | 27,68    | Natsumi Sakai · Japó                                                | 27,91    |
| 100 m esquena detalls    | Natsumi Sakai · Japó                                                     | 59,27          | Anna Konishi · Japó                                                 | 59,67    | Chen Jie · R.P. de la Xina                                          | 1:00,28  |
| 200 m esquena detalls    | Liu Yaxin · R.P. de la Xina                                              | 2:07,65        | Natsumi Sakai · Japó                                                | 2:08,13  | Peng Xuwei · R.P. de la Xina                                        | 2:09,14  |
| 50 m braça detalls       | Satomi Suzuki · Japó                                                     | 30,83 GR       | Roanne Ho · Singapur                                                | 31,23 NR | Feng Junyang · R.P. de la Xina                                      | 31,24    |
| 100 m braça detalls      | Satomi Suzuki · Japó                                                     | 1:06,40 GR     | Reona Aoki · Japó                                                   | 1:06,45  | Shi Jinglin · R.P. de la Xina                                       | 1:07,36  |
| 200 m braça detalls      | Kanako Watanabe · Japó                                                   | 2:23,05        | Yu Jingyao · R.P. de la Xina                                        | 2:23,31  | Reona Aoki · Japó                                                   | 2:23,33  |
| 50 m papallona detalls   | Rikako Ikee · Japó                                                       | 25,55 GR       | Wang Yichun · R.P. de la Xina                                       | 26,03    | Lin Xintong · R.P. de la Xina                                       | 26,39    |
| 100 m papallona detalls  | Rikako Ikee · Japó                                                       | 56,30 GR       | Zhang Yufei · R.P. de la Xina                                       | 57,40    | An Se-hyeon · Corea del Sud                                         | 58,00    |
| 200 m papallona detalls  | Zhang Yufei · R.P. de la Xina                                            | 2:06,61        | Sachi Mochida · Japó                                                | 2:08,72  | Suzuka Hasegawa · Japó                                              | 2:08,80  |
| 200 m estils detalls     | Kim Seo-yeong · Corea del Sud                                            | 2:08,34 GR, NR | Yui Ohashi · Japó                                                   | 2:08,88  | Miho Teramura · Japó                                                | 2:10,98  |
| 400 m estils detalls     | Yui Ohashi · Japó                                                        | 4:34,58        | Kim Seo-yeong · Corea del Sud                                       | 4:37,43  | Sakiko Shimizu · Japó                                               | 4:39,10  |
| 4 × 100 m lliure detalls | Japó Rikako Ikee · Natsumi Sakai · Tomomi Aoki · Chihiro Igarashi        | 3:36,52 GR, NR | R.P. de la Xina Zhu Menghui · Wu Yue · Wu Qingfeng · Yang Junxuan   | 3:36,78  | Hong Kong Camille Cheng · Stephanie Au · Tam Hoi Lam · Sze Hang Yu  | 3:41,88  |
| 4 × 200 m lliure detalls | R.P. de la Xina Li Bingjie · Wang Jianjiahe · Zhang Yuhan · Yang Junxuan | 7:48,61 GR     | Japó Chihiro Igarashi · Rikako Ikee · Yui Ohashi · Rio Shirai       | 7:53,83  | Hong Kong Ho Nam Wai · Camille Cheng · Katii Tang · Sze Hang Yu     | 8:07,17  |
| 4 × 100 m estils detalls | Japó Natsumi Sakai · Satomi Suzuki · Rikako Ikee · Tomomi Aoki           | 3:54,73 GR, NR | Hong Kong Stephanie Au · Jamie Yeung · Chan Kin Lok · Camille Cheng | 4:03,15  | Singapur Hoong En Qi · Samantha Yeo · Quah Jing Wen · Quah Ting Wen | 4:09,65  |

### Mixt
| Event                    | Or                                                               | Or         | Plata                                                           | Plata   | Bronze                                                           | Bronze     |
| 4 × 100 m estils detalls | R.P. de la Xina Xu Jiayu · Yan Zibei · Zhang Yufei · Zhu Menghui | 3:40,45 AS | Japó Ryosuke Irie · Yasuhiro Koseki · Rikako Ikee · Tomomi Aoki | 3:41,21 | Corea del Sud Lee Ju-ho · Moon Jae-kwon · An Se-hyeon · Ko Mi-so | 3:49,27 NR |